# Нічні воїни: Мисливці на вампірів
«Нічні воїни: Мисливці на вампірів» (яп. ヴァンパイアハンター THE ANIMATED SERIES) — чотирисерійне оригінальне відеоаніме (OVA), створене студією Madhouse за ліцензією Capcom. Режисером виступив Масаші Ікеда. Прем’єра відбулася в 1997–1998 роках. Це адаптація серії відеоігор Darkstalkers від компанії Capcom

## Сюжет
У розпал війни між родинами Демітрія Максимоффа та Морріганом Енсланда за контроль над Демонічним світом на Землю прибуває інопланетний загарбник Пірон, який планує захопити її, знищивши тих, хто може йому завадити — тобто Темних Сталкерів. Тим часом дампір Донован Бейн шукає спосіб позбутися проклятої крові, що тече в його жилах.
Четверо героїв з оригінальної гри, Анакаріс, Рікуо, Сасквач та Віктор, були представлені у вступі, але не в основній сюжетній лінії OVA, будучи вбитими Піроном у флешбеку, показаному на початку четвертого епізоду.

## Епізоди
1. «Повернення Темних Сталкерів»
2. «Кров темряви, сила темряви»
3. «Спуск Пірона»
4. «За кого вони воюють»

## Виробництво
Аніме базується на серії ігор-файтингів у готичному стилі Darkstalkers від Capcom. Персонажів розробив Шуко Мурасе, а анімацію зробили Асамі Ендо та Йошінорі Канада. Кінцева пісня «Trouble Man» від Ейкічі Ядзава також була використана як вступна тема в японському домашньому порті відеогри Darkstalkers: The Night Warriors .

## Випуск
На момент виходу першого епізоду серіалу в Японії, Viz Media забезпечила собі права на показ у США та оголосила про плани випустити серіал пізніше у 1997 році. Попри це, Тошіфумі Йошіда та Тріш Леду не створили англомовну дубльовану версію до 1999 року. Серіал був випущений на VHS, DVD та UMD у 2000 році. У 2010 році північноамериканська аніме-компанія Media Blasters розповсюджувала його через прокатні кіоск. Серіал був перевиданий на DVD у 2012 році компанією Madman Entertainment. Компанія Discotek Media випустила ремастеровану версію на DVD з обома мовними доріжками восени 2015 року, а вперше на Blu-ray — у 2022 році.
В Україні аніме транслювалося на телеканалі QTV у 2012 році.
Оригінальний компакт-диск із саундтреком був випущений у Сполучених Штатах лейблом Viz Music у 1998 році. Адаптаці аніме у версії манги та радіодрами були випущені лише в Японії.

## Сприйняття
Серіал отримав схвальні відгуки в західних ігрових журналах. Зокрема, американський GameFan оцінив його на B+, а французький Consoles + поставив оцінку 4/5. Брин Вільямс із Gamers' Republic також дав оцінку B+, похваливши «чудову» анімацію з «яскравими кольорами та плавним рухом», а також «вражаючий» дизайн персонажів. Дейв Гальверсон з того ж журналу вважав серіал «найкращим аніме за відеогрою на сьогодні», відзначивши якість анімації, «вражаюче» та «захопливе» художнє оформлення та насичені кольори. Англійський дубляж, за його словами, хоч і «не ідеальний», але дуже якісний.
Аніме згадується у книзі Гелен Маккарті «500 найважливіших аніме-фільмів» 2009 року. Річард Кумбс з Blistered Thumbs поставив його на сьоме місце серед найкращих мультфільмів про відеоігри у 2011 році.